# Menina dos Olhos Tristes
Menina dos Olhos Tristes é uma célebre canção portuguesa de intervenção (Folk genre, em inglês), com poema de Reinaldo Ferreira (Barcelona, Espanha 1922-03-22 — Lourenço Marques, Moçambique 1959-06-30) e música de Luís Cília. Foi cantada e gravada por outros nomes da música portuguesa, entre eles, Adriano Correia de Oliveira, Zeca afonso, Manuel Freire e Valete. 

## História
A primeira gravação ocorre me 1965, altura em que Luis Cília compõe a música e a grava para o EP Portugal Resiste
Em 1968,  Adriano Correia de Oliveira no disco EP Orfeu ‎– ATEP 6275 com "/Erguem-se muros/Canção com lágrimas/Canção do soldado (no cerco do Porto)"
Estando Portugal sob a ditadura fascistóide de Salazar e sendo a última das nações europeias que se obstinou nisso, tal regime político nunca quis reconhecer a independência de territórios além-mar, envolvendo-se na Guerra Colonial Portuguesa em todos estes. (A frase anterior expressa apenas opinião pessoal do autor e não confirmada externamente, seria sempre de evitar termos generalistas como "fascistoide" e afirmacoes sem contexto como a "a ultima que se obstinou nisso"). Ora, sendo "Menina dos Olhos Tristes" canção abertamente anti-guerra? (seria melhor precisar qual guerra, sendo que a referencia sera a guerra civil espanhola, porque o autor deste poema morreu em 1959, antes da guerra do Ultramar, a qual comecou em 1961, quando os terroristas da UPA massacraram os civis de varias  plantacoe do Norte de Angola), a Censura em Portugal "rapidamente proíbe o disco mas não consegue apagar a música." Após a queda (de uma cadeira) e morte subsequente de Salazar, Marcello Caetano substitui-o em 1968 e, abalado, o regime político abre alguma brecha de tolerância.
É então, em 1969, que José Afonso grava e a lança no disco single Orfeu ‎– SAT 803 com "Canta camarada". Manuel Freire interpreta-a também em 1970, como lado-B do célebre disco single Zip Zip ‎– ZIP - 30001 / S "Pedra filosofal" (editora oriunda da série de programas então inovadora, tipo talk-show televisivo, Zip Zip, o qual levou a cantar lá alguns destes cantores de intervenção anti-regime). 
Foi durante essa curta brecha que ainda outros cant(aut)ores de intervenção conseguiram lançar alguns discos, nomeadamente outra célebre canção anti-guerra "Pedro soldado" com poema de Manuel Alegre musicado em 1968 por: Manuel Freire no célebre disco EP Tagus ‎– TG 112 com "Dedicatória/Eles/Livre" e Adriano Correia de Oliveira no disco EP Orfeu ‎– ATEP 6237 com "Rosa de sangue/Margem sul/Rosa dos ventos perdida/"; acabando também por ser proibido pela Censura em Portugal até se chegar ao Movimento das Forças Armadas, a 25 de Abril de 1974.

## Reconhecimento
Para além de ter sido gravada por Luís Cília, que compôs a música, foi gravada por outros nomes da música portuguesa, entre eles Adriano Correia de Oliveira, Zeca afonso, Manuel Freire, Valete e Paulo Bragança. 
É um dos poemas escolhidos para integrar a Antologia da Memória Poética da Guerra Colonial, um projecto desenvolvido na Universidade de Coimbra, pelo Centro de Estudos Sociais (CES). 

É uma das 150 canções, reunidas na Antologia: As Palavras das Canções, organizada por João Calixto, e editada com o apoio da Sociedade Portuguesa de Autores. 

## Ligações Externas
- Adriano Correia de Oliveira canta Menina dos Olhos Tristes
- CES (Centro de Estudos Sociais da Universidade de Coimbra | Poema de Reinaldo Ferreira musicado por Luís Cília